# Pavel Kříž (fotbalista)
Pavel Kříž (* 26. července 1963 Otrokovice) je bývalý český fotbalový záložník.

## Hráčská kariéra
Otrokovický rodák a odchovanec hrál v československé lize za Sigmu Olomouc ve 14 utkáních, aniž by skóroval. Při angažmá ve Slavii kvůli zraněním v lize nenastoupil.
V nižších soutěžích hrál i za mateřskou Jiskru Otrokovice a na vojně za VTJ Zvolen. Dále za Jiskru Staré Město, SK Železárny Třinec, na hostování za Geru Drnovice, Sigmu Lutín, Alfu Slušovice, HFK Olomouc a kariéru končil ve Štěpánově. V Poháru UEFA nastoupil ve 3 utkáních.

## Ligová bilance
| Ročník                                   | Zápasy | Góly | Klub          |
| ---------------------------------------- | ------ | ---- | ------------- |
| 1. československá fotbalová liga 1990/91 | 8      | 0    | Sigma Olomouc |
| 1. československá fotbalová liga 1991/92 | 6      | 0    | Sigma Olomouc |
| CELKEM 1. liga                           | 14     | 0    |               |